# Polyarki
Polyarki er græsk og betyder "mange magter"
Polyarkier er de mange magters styre hvor demokratiet er folkets styre. Begrebet blev introduceret af Robert A. Dahl  den amerikanske politolog med det formål at kunne skelne mellem to ting, den ideelle demokratiske proces og de faktiske institutioner, som til daglig kaldes for demokrati. ifølge Robert A. Dahl er Polyarkiets vigtigste fællestræk: valgte beslutningstagere, frie og retfærdige valg, almindelig valgret, almindelig valgbarhed, ytringsfrihed, informationsfrihed samt forenings- og forsamlingsfrihed.